# Râul Băița, Râul Galben
Râul Băița este un curs de apă, afluent al râului Galben. 

## Hărți
- Harta Munților Parâng [nefuncțională – arhivă]